# Frank Ullrich
Frank Ullrich (narozen 24. ledna 1958 v Trusetalu) je bývalý německý biatlonista. Reprezentoval Německou demokratickou republiku (tzv. Východní Německo). Je držitelem čtyř olympijských medailí, z toho dvě jsou individuální a obě z olympiády v Lake Placid z roku 1980 - zlato ze sprintu (10 km) a stříbro ze závodu jednotlivců (20 km). Z Lake Placid má i stříbro ze štafety, štafetový je i bronz z předchozích her v Innsbrucku roku 1976. Mimořádných úspěchů dosáhl na mistrovství světa, kde nasbíral celkem devět titulů, z toho pět individuálních. Třikrát triumfoval ve sprintu (1978, 1979, 1981), dvakrát na dvaceti kilometrech (1982, 1983). Zbylé tituly jsou kolektivní. Čtyřikrát se stal celkovým vítězem Světového poháru (1977–78, 1979–80, 1980–81, 1981–82). Až do roku 2016 šlo o rekord, než ho ziskem pátého celkového vítězství překonal Martin Fourcade. Nikdy neskončil ve Světovém poháru celkově hůř než třetí. Po skončení závodní kariéry se stal trenérem biatlonu. Věnuje se i politice, v roce 2021 byl zvolen poslancem německého parlamentu za sociální demokracii (SPD).